# Pfeffikon
Pfeffikon foi uma comuna da Suíça, no Cantão Lucerna, com cerca de 711 habitantes. Estendia-se por uma área de 2,49 km², de densidade populacional de 286 hab/km². Confinava com as seguintes comunas: Gontenschwil (AG), Menziken (AG), Reinach (AG), Rickenbach.
A língua oficial nesta comuna era o Alemão.

## História
Em 1 de janeiro de 2013, passou a formar parte da comuna de Rickenbach.